# Liste der Kulturdenkmale in Nordhastedt
In der Liste der Kulturdenkmale in Nordhastedt sind alle Kulturdenkmale der schleswig-holsteinischen Gemeinde Nordhastedt (Kreis Dithmarschen) und ihrer Ortsteile aufgelistet (Stand: 10. März 2025).

## Legende
In den Spalten befinden sich folgende Informationen:
- Objekt-ID: die Nummer des Kulturdenkmales
- Lage: die Adresse des Kulturdenkmales und die geographischen Koordinaten. Kartenansicht, um Koordinaten zu setzen. In der Kartenansicht sind Kulturdenkmale ohne Koordinaten mit einem roten Marker dargestellt und können in der Karte gesetzt werden. Kulturdenkmale ohne Bild sind mit einem blauen Marker gekennzeichnet, Kulturdenkmale mit Bild mit einem grünen Marker.
- Offizielle Bezeichnung: Bezeichnung des Kulturdenkmales
- Beschreibung: die Beschreibung des Kulturdenkmales
- Bild: ein Bild des Kulturdenkmales

## Sachgesamtheiten
| Objekt-ID      | Lage                                              | Offizielle Bezeichnung                | Beschreibung | Bild                             |
| -------------- | ------------------------------------------------- | ------------------------------------- | --- | -------------------------------- |
| 40552 Wikidata | Hinter der Kirche 8 (54° 10′ 20″ N, 9° 10′ 54″ O) | Kirche St. Katharinen mit Ausstattung | Aktualisierung vorgesehen - Begründung: geschichtlich, künstlerisch, städtebaulich, Kulturlandschaft prägend - Schutzumfang: Kirche St. Katharinen mit Ausstattung, Glockenhaus, Kirchhof, Grabmale bis 1870, Lindenkranz, Granitböschungsmauer | weitere Fotos \| Fotos hochladen |

## Bauliche Anlagen
| Objekt-ID      | Lage                                              | Offizielle Bezeichnung                | Beschreibung | Bild                             |
| -------------- | ------------------------------------------------- | ------------------------------------- | --- | -------------------------------- |
| 3491 Wikidata  | Heider Straße 1 (54° 10′ 34″ N, 9° 10′ 58″ O)     | Fachhallenhaus (ehem. Gasthof)        | Alteintragung (Aktualisierung vorgesehen) - Begründung: Alteintragung (Aktualisierung vorgesehen) - Schutzumfang: Alteintragung (Aktualisierung vorgesehen) - Denkmaltyp: Bauliche Anlage | weitere Fotos \| Fotos hochladen |
| 3492 Wikidata  | Hinter der Kirche 8 (54° 10′ 19″ N, 9° 10′ 55″ O) | Kirche St. Katharinen mit Ausstattung | Alteintragung (Aktualisierung vorgesehen) - Begründung: Alteintragung (Aktualisierung vorgesehen) - Schutzumfang: Alteintragung (Aktualisierung vorgesehen) - Denkmaltyp: Bauliche Anlage | weitere Fotos \| Fotos hochladen |
| 3916 Wikidata  | Westerwohld 11 (54° 9′ 42″ N, 9° 11′ 42″ O)       | Wassermühle                           | Alteintragung (Aktualisierung vorgesehen) - Begründung: Alteintragung (Aktualisierung vorgesehen) - Schutzumfang: Alteintragung (Aktualisierung vorgesehen) - Denkmaltyp: Bauliche Anlage | Fotos hochladen                  |
| 27767 Wikidata | Westerwohld 11 (54° 9′ 41″ N, 9° 11′ 43″ O)       | Wasserzuführungssystem                | Alteintragung (Aktualisierung vorgesehen) - Begründung: Alteintragung (Aktualisierung vorgesehen) - Schutzumfang: Alteintragung (Aktualisierung vorgesehen) - Denkmaltyp: Bauliche Anlage | BW                               |

## Gründenkmale
| Objekt-ID      | Lage                                              | Offizielle Bezeichnung | Beschreibung | Bild |
| -------------- | ------------------------------------------------- | ---------------------- | --- | ---- |
| 19642 Wikidata | Hinter der Kirche 8 (54° 10′ 20″ N, 9° 10′ 55″ O) | Kirchhof               | Alteintragung (Aktualisierung vorgesehen) - Begründung: geschichtlich, Kulturlandschaft prägend - Schutzumfang: Kirchhof, Grabmale bis 1870, Lindenkranz, Granitböschungsmauer - Denkmaltyp: Gründenkmal, Sachgesamtheit: Kirche St. Katharinen | BW   |

## Quelle
- Liste der Kulturdenkmale in Schleswig-Holstein – Kreis Dithmarschen (PDF)

- Karte mit allen Koordinaten:
- OSM |
- WikiMap